# Písničky z Balady pro banditu
Písničky z Balady pro banditu (1996) je hudební album obsahující písně z muzikálu Balada pro banditu, který na motivy díla Nikoly Šuhaje loupežníka od Ivana Olbrachta sestavil Milan Uhde s hudebním doprovodem Miloše Štědroně. Album nahrála studiová skupina pod vedením Petra Maláska a zpívají na něm Miroslav Donutil, Iva Bittová, Yvetta Blanarovičová, Zuzana Lapčíková, Tomáš Trapl a Jiří Stivín.

## Seznam skladeb
Na albu jsou nahrané tyto skladby:
1. „Zabili, zabili“
2. „Křížem krážem“
3. „Tmavá nocka“
4. „Ani tak nehoří“
5. „Nepůjdu od tebe“
6. „Šibeničky“
7. „Nebudu orat ani set“
8. „Pod javorem“
9. „Tam u řeky na kraji“
10. „Tam na hoře“
11. „Pojďme chlapci, pojďme krást“
12. „Kamarádi moji“
13. „Večer zmizí“
14. „Chodí horou 300 ovec“
15. „Dobrý večer vám“
16. „Jatelinka drobná“
17. „Stavěli, stavěli“
18. „Řekněte mamce, prokrista“
19. „Zabili, zabili“